# Lijst van landschildpadden
Onderstaand een lijst van alle soorten schildpadden uit de familie landschildpadden of Testudinidae. Er zijn 55 soorten die verdeeld worden in 16 geslachten. Vijf geslachten zijn monotypisch wat wil zeggen dat ze slechts door een enkele soort worden vertegenwoordigd. 
- Soort Aldabrachelys gigantea
- Soort Astrochelys radiata
- Soort Astrochelys yniphora
- Soort Centrochelys sulcata
- Soort Chelonoidis abingdonii
- Soort Chelonoidis becki
- Soort Chelonoidis carbonarius
- Soort Chelonoidis chathamensis
- Soort Chelonoidis chilensis
- Soort Chelonoidis darwini
- Soort Chelonoidis denticulatus
- Soort Chelonoidis duncanensis
- Soort Chelonoidis hoodensis
- Soort Chelonoidis niger
- Soort Chelonoidis phantastica
- Soort Chelonoidis porteri
- Soort Chelonoidis vicina
- Soort Chersina angulata
- Soort Geochelone elegans
- Soort Geochelone platynota
- Soort Gopherus agassizii
- Soort Gopherus berlandieri
- Soort Gopherus flavomarginatus
- Soort Gopherus morafkai
- Soort Gopherus polyphemus
- Soort Homopus areolatus
- Soort Homopus boulengeri
- Soort Homopus femoralis
- Soort Homopus signatus
- Soort Homopus solus
- Soort Indotestudo elongata
- Soort Indotestudo forstenii
- Soort Indotestudo travancorica
- Soort Kinixys belliana
- Soort Kinixys erosa
- Soort Kinixys homeana
- Soort Kinixys lobatsiana
- Soort Kinixys natalensis
- Soort Kinixys nogueyi
- Soort Kinixys spekii
- Soort Kinixys zombensis
- Soort Malacochersus tornieri
- Soort Manouria emys
- Soort Manouria impressa
- Soort Psammobates geometricus
- Soort Psammobates oculiferus
- Soort Psammobates tentorius
- Soort Pyxis arachnoides
- Soort Pyxis planicauda
- Soort Stigmochelys pardalis
- Soort Testudo graeca
- Soort Testudo hermanni
- Soort Testudo horsfieldii
- Soort Testudo kleinmanni
- Soort Testudo marginata